# آوو
آوو (به فرانسوی: Avaux) یک کمون در فرانسه است که در canton of Asfeld واقع شده‌است. آوو ۱۳٫۱۹ کیلومتر مربع مساحت دارد ۶۰ متر بالاتر از سطح دریا واقع شده‌است.